# Безвесильный, Василий Владимирович
Василий Владимирович Безвесильный (10 декабря 1901, Харьковская губерния — 2 июля 1987, Киев) — советский военный железнодорожник, командир 15-й железнодорожной бригады, генерал-майор, Герой Социалистического Труда (1944).

## Биография
Родился 10 декабря 1901 года в селе Вторые Заводы Волчанского уезда Харьковской губернии. Два года проучился в сельском училище, которое окончил в 1914 году. С 1914 по 1919 год обучался в Волчанской педагогической школе. Работал учителем сельской школы.
В 1921 году был призван в Красную Армию. Служил в политотделе 3-й стрелковой дивизии в Симферополе. В 1924 году окончил Центральную военно-политическую школу спецчастей РККА в Харькове.
Избирался делегатом 10-го съезда РКП (б).
Продолжил службу в железнодорожных войсках. Начал с должности политрука роты в 22-м отдельном железнодорожном батальоне Туркестанского фронта, потом в Ашхабаде. В 1925 году после специального обучения был направлен в Москву. В 1933 году окончил Военно-транспортную академию. Служил командиром батальона в Забайкальском военном округе. Участник событий на Халхин-Голе. С 1941 года — начальник штаба бригады.
В годы войны подполковник Безвесильный взрывал мост через реку Неман под Каунасом; став полковником, обеспечивал техническое прикрытие участка Урбах — Астрахань. Его организация обороны переправы позволила, несмотря на бомбардировки, перевезти в обоих направлениях около 53 000 вагонов. В период Сталинградской битвы бригада обеспечивала движение поездов и доставку военных грузов и живой силы. Бригадой было восстановлено 2 500 километров пути, 290 мостов, 11 000 километров линий связи, обезврежено более 9000 мин и фугасов.
Указом Президиума Верховного Совета СССР от 5 ноября 1943 года «за особые заслуги в обеспечении перевозок для фронта и народного хозяйства и выдающиеся достижения в восстановлении железнодорожного хозяйства в трудных условиях военного времени» полковнику В. В. Безвесильному присвоено звание Героя Социалистического Труда с вручением ордена Ленина и Золотой медали «Серп и Молот».
3 июня 1944 года Постановлением Совета Народных Комиссаров Союза ССР № 671 Безвесильному присвоено воинское звание генерал-майор технических войск.
В 1944 году и до конца войны генерал-майор Безвесильный был назначен начальником железнодорожных войск Волховского фронта. В 1957 году стал начальником штаба 2-го корпуса железнодорожных войск. В 1961 году генерал-майор Безвесильный был уволен в запас с правом ношения военной формы одежды.
Проживал в Киеве. Принимал активное участие в общественной жизни. Подготовил рукопись о своей жизни и деятельности в мирное время и в годы Великой Отечественной войны. С 1985 года — персональный пенсионер союзного значения. Скончался в 1987 году. Похоронен в городе Киев на Байковом кладбище.

## Награды и звания
- Золотая медаль «Серп и Молот» Героя Социалистического Труда № 166 (05.11.1943[5])
- три ордена Ленина (13.09.1943[6], 05.11.1943[5], 30.04.1947[7])
- пять орденов Красного Знамени (17.03.1943[8], 03.11.1944[7], 29.07.1945[2], 13.06.1952[7], 07.03.1957[2][9])
- орден Отечественной войны I степени (11.03.1985[10])
- орден «Знак Почёта» (28.10.1967[11])
- орден Красной Звезды[2]

- медали в том числе:
  - «XX лет Рабоче-Крестьянской Красной Армии»[3] (1938)
  - «За оборону Москвы» (29.12.1944[12])
  - «За оборону Сталинграда»
  - «За Победу над Германией в Великой Отечественной войне 1941—1945 гг.» (18.06.1945[13])
  - «Ветеран Вооружённых Сил СССР» (1976)

Почетное звание
три знака «Почётный железнодорожник».

## Память
Приказом Министра Обороны СССР от 20 апреля 1985 года зачислен почётным солдатом в воинскую часть железнодорожных войск в Волгограде.